# Kacper Kostorz
Kacper Kostorz (Cieszyn, 1999. augusztus 21. –) lengyel korosztályos válogatott labdarúgó, a Korona Kielce csatárja kölcsönben a Pogoń Szczecin csapatától.

## Pályafutása

### Klubcsapatokban
Kostorz a lengyelországi Cieszyn városában született. Az ifjúsági pályafutását a Podbeskidzie, a Karviná és a Górnik Zabrze csapatában kezdte, majd a Piast Cieszyn akadémiájánál folytatta.
2015-ben mutatkozott be a Podbeskidzie másodosztályban szereplő felnőtt keretében. 2019-ben az első osztályú Legia Warszawához igazolt. 2020-ban a Miedź Legnicánál szerepelt kölcsönben. 2022. január 7-én másfél éves szerződést kötött a Pogoń Szczecin együttesével. Először a 2022. március 4-ei, Radomiak ellen 4–0-ra megnyert mérkőzés 85. percében, Rafał Kurzawa cseréjeként lépett pályára. A 2022–23-as szezon második felében a Korona Kielce csapatát erősítette kölcsönben.

### A válogatottban
Kostorz az U19-es és az U20-as korosztályú válogatottakban is képviselte Lengyelországot.

## Statisztikák
2023. március 11. szerint
| Klub                       | Szezon   | Osztály     | Bajnokság | Bajnokság | Kupa és Ligakupa | Kupa és Ligakupa | Nemzetközi | Nemzetközi | Összesen | Összesen |
| Klub                       | Szezon   | Osztály     | Meccs     | Gól       | Meccs            | Gól              | Meccs      | Gól        | Meccs    | Gól      |
| -------------------------- | -------- | ----------- | --------- | --------- | ---------------- | ---------------- | ---------- | ---------- | -------- | -------- |
| Podbeskidzie               | 2016–17  | I Liga      | 2         | 1         | 0                | 0                | —          | —          | 2        | 1        |
| Podbeskidzie               | 2017–18  | I Liga      | 20        | 0         | 0                | 0                | —          | —          | 20       | 0        |
| Podbeskidzie               | 2018–19  | I Liga      | 33        | 2         | 1                | 0                | —          | —          | 34       | 2        |
| Podbeskidzie               | Összesen | Összesen    | 55        | 3         | 1                | 0                | 0          | 0          | 56       | 3        |
| Legia Warszawa             | 2019–20  | Ekstraklasa | 3         | 0         | 0                | 0                | —          | —          | 3        | 0        |
| Legia Warszawa             | 2020–21  | Ekstraklasa | 6         | 1         | 1                | 0                | —          | —          | 7        | 1        |
| Legia Warszawa             | 2021–22  | Ekstraklasa | 3         | 0         | 1                | 1                | —          | —          | 4        | 1        |
| Legia Warszawa             | Összesen | Összesen    | 12        | 1         | 2                | 1                | 0          | 0          | 14       | 2        |
| Miedź Legnica (kölcsönben) | 2019–20  | I Liga      | 15        | 2         | 0                | 0                | —          | —          | 15       | 2        |
| Pogoń Szczecin             | 2021–22  | Ekstraklasa | 4         | 0         | 0                | 0                | —          | —          | 4        | 0        |
| Pogoń Szczecin             | 2022–23  | Ekstraklasa | 1         | 0         | 0                | 0                | 1          | 0          | 2        | 0        |
| Pogoń Szczecin             | Összesen | Összesen    | 5         | 0         | 0                | 0                | 1          | 0          | 6        | 0        |
| Korona Kielce (kölcsönben) | 2022–23  | Ekstraklasa | 4         | 2         | 0                | 0                | —          | —          | 4        | 2        |
| Összesen                   | Összesen | Összesen    | 91        | 8         | 3                | 1                | 1          | 0          | 95       | 9        |

## Sikerei, díjai
Legia Warszawa
- Ekstraklasa
  - Bajnok (2): 2019–20, 2020–21

- Lengyel Szuperkupa
  - Döntős (1): 2021